# 志高ユートピア
志高ユートピア（しだかユートピア）は、大分県別府市の志高湖畔にかつて存在した遊園地である。1968年（昭和43年）に開園し、2003年（平成15年）10月27日に休園した。

## 概要
全長500m、最大直線長90mの西日本唯一の本格的なレーシングカートコースが名物で、近隣のラクテンチに比べてやや高い年齢層を対象としていた。
また、巨大迷路「ランズボローメイズ」や、スペースコースターなどのアトラクションが設けられ、園内ではフラミンゴも飼育されていた。約4km離れたラクテンチとの間は、リフト及びロープウェイで結ばれていた。
跡地には、民間企業によって出力27MWの大規模な太陽光発電所が建設され、2018年（平成30年）11月22日に稼働している。
なお、志高湖の湖畔にある志高湖野営場（レストハウス、バーベキューコーナー、キャンプ場、ボート）は、1933年（昭和8年）10月20日に開設された別府市が運営する施設であり、当園の休園後も営業を続けている。
2008年（平成20年）7月10日にメディアボーイから発行された『メディアボーイMOOK･廃墟シリーズ 幻想遊園地（レジャーランド・テーマパーク・遊技場編）』では、廃墟として閉園後の姿を見ることができる。

## 沿革
- 1962年（昭和37年）3月1日 - ラクテンチ・立石山間のリフトが開通[10]。
- 1968年（昭和43年）7月19日 - 志高ユートピア開園[3][注 1]。
- 1982年（昭和57年）11月17日 - 志高ユートピア・船岡山間のリフトが開通（11月11日完成）[7]。
- 1984年（昭和59年）8月12日 - 立石山と船原山の間にロープウェイが開通し、ラクテンチと志高ユートピアがリフト及びロープウェイで結ばれる[10]。
- 1998年（平成10年） - リフト及びロープウェイ廃止[10]。
- 2003年（平成15年）10月27日 - 志高ユートピア休園[3]。

## 主な施設
- ユートピア本館（3階建）[1]
  - 大食堂
  - 休憩室
  - 室内娯楽センター
  - 屋内遊戯施設
  - 会議室
  - 座敷
- 芝生グラウンド（6千平米2面・5千平米1面）[1]
- 自然動物園[1]
- ちびっこ動物園[1]
- キャンプ場[1]
- ゴーカート場[1]
- 野外ステージ[1]

## 所在地
- 大分県別府市東山東野526-1<